# Zvonimir (nome)
Zvonimir  è un nome proprio di persona croato maschile.

## Varianti
- Ipocoristici: Zvonko[1]
- Femminili: Zvonimira[1]

### Varianti in altre lingue
- Italiano: Sunimiro, Zvonimiro
- Latino: Sunimirus
- Macedone: Ѕвонимир (Dzvonimir)[1]
  - Ipocoristici: Ѕвонко (Dzvonko)[1]
- Polacco: Zwonimir
- Slavo medievale: Zvonimir[1]

## Origine e diffusione
È composto dagli elementi slavi zvon ("suono", "scampanellio") e mir ("pace"); 

## Onomastico
Non esistono santi che portano questo nome, che quindi è adespota. L'onomastico può essere festeggiato in occasione di Ognissanti, il 1º novembre.

## Persone
- Demetrius Zvonimir, re di Croazia
- Zvonimir II, nome con cui è noto in Croazia Amedeo di Savoia-Aosta
- Zvonimir Boban, calciatore croato
- Zvonimir Cimermančić, calciatore jugoslavo
- Zvonimir Deranja, calciatore croato
- Zvonimir Janko, matematico croato
- Zvonimir Rašić, vero nome di Ralé Rašić, calciatore e allenatore di calcio jugoslavo naturalizzato australiano
- Zvonimir Soldo, calciatore croato
- Zvonimir Vukić, calciatore serbo

### Variante Zvonko
- Zvonko Bego, calciatore croato
- Zvonko Milojević, calciatore serbo

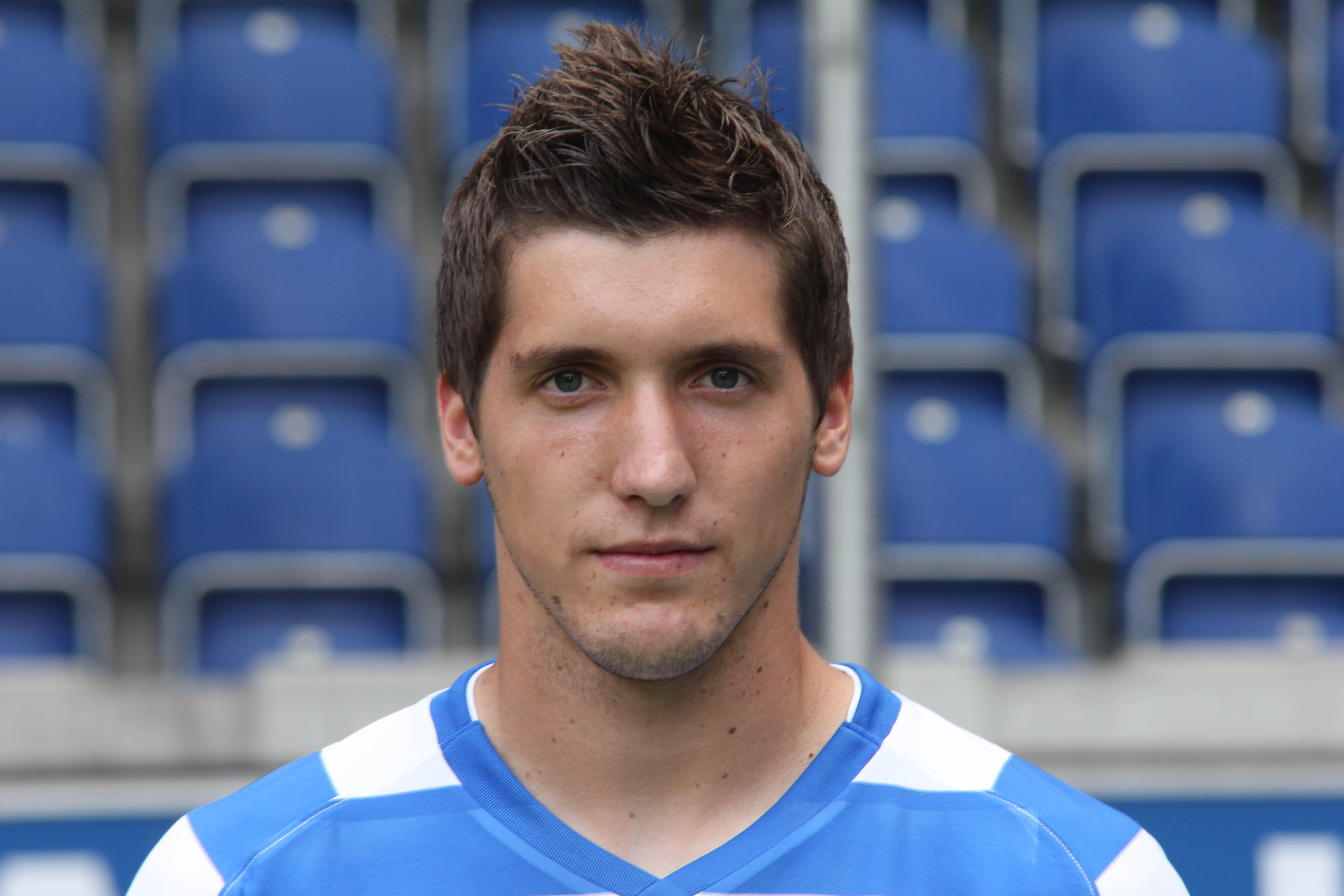
Zvonko Pamić

- Zvonko Monsider, calciatore e allenatore di calcio jugoslavo
- Zvonko Pamić, calciatore croato
- Zvonko Petričević, cestista jugoslavo
- Zvonko Požega, calciatore jugoslavo
- Zvonko Živković, calciatore serbo